# Paulo Aokuso
Paulo Aokuso (* 20. Mai 1997 in Sydney) ist ein australischer Boxer im Halbschwergewicht.

## Amateurkarriere
Paulo Aokuso begann erst im Alter von 17 Jahren mit dem Boxsport.
Im Dezember 2019 gewann er die australische Olympiaqualifikation und kämpfte sich bei der asiatisch-ozeanischen Olympiaqualifikation im März 2020 in Amman mit vier Siegen in das Finale vor, wodurch er einen Startplatz bei den 2021 in Tokio ausgetragenen Olympischen Sommerspielen 2020 erhielt. Dort schied er in der zweiten Vorrunde gegen den Spanier Gasimagomed Dschalidow aus.

## Profikarriere
Paulo Aokuso steht beim australischen Promoter No Limit Boxing unter Vertrag und gewann in seinem Debütkampf am 6. April 2022 den Austral-Asian-Titel im Halbschwergewicht. Diesen verteidigte er am 29. Juni 2022 durch TKO in der zweiten Runde gegen Robert Berridge, einen ehemaligen WM-Herausforderer von Dmitri Biwol.